# إليزابيث ماكسويل
الدكتورة إليزابيث بيتي ماكسويل (بالإنجليزية: Elisabeth "Betty" Maxwell)‏
(من موليد 11 مارس 1921 - وتُوفيت 7 أغسطس 2013) هي باحثة فرنسية باحثة في الهولوكوست أنشأت مجلة هولوكوست لإجراء الدراسات على الإبادة الجماعية في عام 1987. تزوجت ماكسويل من الملياردير روبرت ماكسويل.

## سيرتها الشخصية
وُلدت إليزابيث ماكسويل في داوفيني، بفرنسا، لعائلة هوغونوتيون الأرستقراطية، ودرست القانون في جامعة السوربون. في سبتمبر 1944، وبعد تحرير باريس، التقت ماكسويل بالتشيكوسلوفاكي المولد - كابتن الجيش البريطاني- روبرت ماكسويل، بينما كانت تعمل كمترجمة لـ «لجنة الترحيب» التي أدخلت الفرنسيين إلى ضباط التحالف وتزوجوا في 15 مارس 1945. عملت ماكسويل بعد ذلك سكرتيرة ومساعدة له في لندن حيث أسس إمبراطوريته في النشر. أنجب إليزابيت وماكسويل تسعة أطفال، تُوفي اثنان منهم في الطفولة.
في الأربعينيات من عمرها، عملت ماكسويل في العلاقات العامة في شركة زوجها ودشّنت حملته في الانتخابات العامة لعام 1964. حصلت ماكسويل بعد ذلك على درجة البكالوريوس في اللغات الحديثة في كلية سانت هيو في أكسفورد وحصلت على درجة الدكتوراه في سن ال60. انتهت من أطروحتها حول فن كتابة الرسائل في فرنسا في الفترة بين 1789-1830. بعد أن أجرت أبحاثًا على أقارب زوجها اليهود الذين ماتوا تحت الحكم النازي، والذين بلغ مجموعهم 300 من «عائلته المباشرة والممتدة»، كتبت ماكسويل كتابين عن الهولوكوست، قام ماكسويل بعد ذلك بنشرهما. كانت ماكسويل عضوةً في اللجنة التنفيذية للمجلس الدولي للمسيحيين واليهود وأسست المؤتمر الدولي حول الهولوكوست. حصلت في عام 1988 على جائزة السير سيغموند ستيرنبرغ لتعزيز العلاقات المسيحية / اليهودية.
نشرت سيرتها الذاتية بعنوان «عقل حياتي: حياتي مع روبرت ماكسويل» في نوفمبر 1994. ويُعتقد أنها لا تعرف شيئًا عن احتيال زوجها، ولكنه ترك موارده المالية مستنفدة بشدة بعد وفاته في عام 1991.
تُوفيت ماكسويل عن عمر يناهز 92 عامًا في دوردونيي، بفرنسا.